# شركتي-شوقامونا

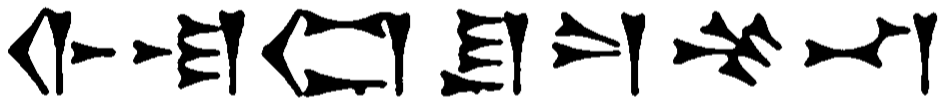
إسمه بالأكدي

شركتي-شوقامونا، منقوشة صوتيًا بالخط المسماري سي-ريك-تي-سو-قا-مو-نا وتعني "هدية (الإله) شوقامونا"، 981 قبل الميلاد، خلف أخاه "ابن بازي"، نينورتا-كودور-أوسور الأول، كالملك الثالث لبيت بازي أو الأسرة السادسة في بابل ومارس الملكية لمدة 3 أشهر فقط، وهي فترة غير كافية لاستحقاق سنة ملكية رسمية.
كان آخر ملوك سلالة بيت بازي، التي حكمت عشرين عامًا وثلاثة أشهر وفقًا لقائمة الملوك أ، ومعاصرًا للملك الآشوري آشور رابي الثاني، حوالي 1012-971 قبل الميلاد. سُمي على اسم إله الحرب والصيد الكاشي، شوقامونا، أحد الإلهين (مع شوماليا) المرتبطين بتنصيب الملوك. يذكره سجل عهد شمش شوما أوكين، وهو نص يحتوي على مقاطع منفصلة من ألواح الكتابة، بأنه شقيق نابو-كودوري-أوسور، وهو على الأرجح خطأ في ذكر اسم نينورتا-كودوري-أوسور الذي خلفه. 
يذكر سجل الأسرة الحاكمة أنه دفن في قصر.